# 世界ブラスナックルタッグ王座
世界ブラスナックルタッグ王座（せかいブラスナックルタッグおうざ）とは、FMWが管理、認定していた王座である。

## 歴史
WFDA世界マーシャルアーツタッグ王座を事実上引き継いだ王座。
1994年1月18日、FMW三郷市総合体育館大会で開催された「有刺鉄線タッグトーナメント」に優勝したザ・グラジエーター&ビッグ・タイトン組が初代王者になった。
1999年6月、WEWタッグ王座の創設により封印。

## 歴代王者
| 歴代   | タッグチーム                                             | 獲得日付       | 獲得場所 （対戦相手・その他）         |
| ------ | -------------------------------------------------------- | -------------- | ------------------------------------- |
| 初代   | ザ・グラジェーター&ビッグ・タイトン                      | 1994年1月18日  | 三郷市総合体育館 大仁田厚&新山勝利    |
| 第2代  | ミスター・ポーゴ&大矢剛功                                | 1994年4月21日  | 青森県営体育館                        |
| 第3代  | 大仁田厚&松永光弘                                        | 1994年7月31日  | 横浜文化体育館 1994年返上             |
| 第4代  | ミスター・ポーゴ&ザ・グラジエーター                      | 1994年10月18日 | 後楽園ホール 大仁田厚&ミスター雁之助  |
| 第5代  | 大仁田厚&ミスター雁之助                                  | 1995年2月24日  | 後楽園ホール                          |
| 第6代  | ミスター・ポーゴ&金村ゆきひろ                            | 1995年3月7日   | 岩手県営体育館                        |
| 第7代  | 大矢剛功&リッキー・フジ                                  | 1995年5月5日   | 川崎球場                              |
| 第8代  | 藤原喜明&池田大輔                                        | 1995年9月5日   | 札幌中島スポーツセンター              |
| 第9代  | 大矢剛功&ホーレス・ボウダー                              | 1995年12月21日 | 横浜文化体育館                        |
| 第10代 | スーパー・レザー&ジェイソン・ザ・テリブル                | 1996年1月5日   | 後楽園ホール                          |
| 第11代 | ザ・ヘッドハンターズ （ヘッドハンターA&ヘッドハンターB） | 1996年3月30日  | 後楽園ホール                          |
| 第12代 | W★ING金村&非道                                           | 1997年4月25日  | 大阪府立体育会館第2競技場             |
| 第13代 | 大矢剛功&ミスター雁之助                                  | 1997年8月21日  | 横須賀市総合体育会館                  |
| 第14代 | 大仁田厚&金村ゆきひろ                                    | 1997年10月19日 | 宮城県スポーツセンター 1997年11月返上 |
| 第15代 | 金村ゆきひろ&ミスター雁之助                              | 1997年11月28日 | 後楽園ホール ハヤブサ&田中将斗        |
| 第16代 | 冬木弘道&非道                                            | 1998年3月29日  | 三条市厚生福祉会館                    |
| 第17代 | ハヤブサ&田中将斗                                        | 1998年4月17日  | 札幌中島スポーツセンター              |
| 第18代 | 冬木弘道&金村ゆきひろ                                    | 1998年5月27日  | 博多スターレーン                      |
| 第19代 | ハヤブサ&池田大輔                                        | 1998年10月26日 | 千葉公園体育館 1999年1月返上          |
| 第20代 | 黒田哲広&田中正人                                        | 1999年5月3日   | 愛知県武道館 冬木弘道&ハヤブサ        |
| 第21代 | 外道&中川浩二                                            | 1999年6月13日  | 倉敷体育館 1999年6月封印              |